# Diostrombus demoulini
Diostrombus demoulini är en insektsart som beskrevs av Synave 1973. Diostrombus demoulini ingår i släktet Diostrombus och familjen Derbidae. Inga underarter finns listade i Catalogue of Life.